# Кубок домашних наций 1894
Кубок домашних наций 1894 (англ. 1894 Home Nations Championship — Чемпионат домашних наций 1894) — двенадцатый в истории регби Кубок домашних наций, прародитель современного регбийного Кубка шести наций. Впервые в кубке победу одержала Ирландия, завоевав заодно и «Тройную корону», одолев всех своих противников. Кубок Калькутты достался Шотландии, которая обыграла Англию, но финишировала в итоге третьей.

## Итоговая таблица
| Место | Сборная   | Игры    | Игры   | Игры  | Игры      | Очки в матчах* | Очки в матчах* | Очки в матчах* | Очки в турнире** |
| Место | Сборная   | Сыграно | Победы | Ничьи | Проигрыши | Забито         | Пропущено      | Разница        | Очки в турнире** |
| ----- | --------- | ------- | ------ | ----- | --------- | -------------- | -------------- | -------------- | ---------------- |
| 1     | Ирландия  | 3       | 3      | 0     | 0         | 15             | 5              | +10            | 6                |
| 2     | Англия    | 3       | 1      | 0     | 2         | 29             | 16             | +13            | 2                |
| 3     | Шотландия | 3       | 1      | 0     | 2         | 6              | 12             | −6             | 2                |
| 4     | Уэльс     | 3       | 1      | 0     | 2         | 10             | 27             | −17            | 2                |

*В этом сезоне очки начислялись по следующим правилам: попытка — 3 очка, забитый после попытки гол — 2 очка, дроп-гол и гол с отметки — 4 очка, гол с пенальти — 3 очка.

**Два очка за победу, одно за ничью, ноль за поражение.

## Сыгранные матчи
- 6 января 1894, Беркенхед: Англия 24:3 Уэльс
- 3 февраля 1894, Лондон: Англия 5:7 Ирландия
- 3 февраля 1894, Ньюпорт: Уэльс 7:0 Шотландия
- 24 февраля 1894, Дублин: Ирландия 5:0 Шотландия
- 10 марта 1894, Белфаст: Ирландия 3:0 Уэльс
- 17 марта 1894, Эдинбург: Шотландия 6:0 Англия